# Список умерших в 1940 году
В этой статье представлен список известных людей, умерших в 1940 году.
- См. также: Категория:Умершие в 1940 году

## Январь
- 4 января — Иван Козьмин — Герой Советского Союза.
- 6 января — Сергей Диковский (32) — русский советский писатель.
- 7 января — Александр Воротников (61) — российский и советский авиационный военачальник.
- 10 января — Михаил Ахматов (42) — советский государственный и партийный деятель, ответственный секретарь Мурманского окружного комитета ВКП(б), умер в Горьковской тюрьме.
- 11 января — Алексей Виноградов (40) — командир 44-й стрелковой дивизии.
- 12 января — Николай Струнников (53) — российский конькобежец.
- 15 января — Вилис Плудонис (65) — поэт.
- 17 января — Константин Олимпов (Фофанов) (50 или 51) — русский поэт-эгофутурист, сын поэта Константина Фофанова.
- 19 января — Ясон Ахвледиани (88) — генерал-майор, герой русско-японской войны.
- 20 января — Эммануил Бескин — российский и советский театральный критик и историк театра.
- 21 января — Соломон Бак (38) — советский государственный деятель, народный комиссар внутренних дел Башкирской АССР(1937), расстрелян.
- 21 января — Николай Загвоздин (39) — деятель ВЧК — ОГПУ — НКВД, народный комиссар внутренних дел Таджикской ССР (1937—1939), расстрелян.
- 21 января — Дмитрий Петренко (31) — командир пулемётного взвода 4-й роты 4-го пограничного полка войск Народного комиссариата внутренних дел (НКВД) СССР, младший лейтенант, Герой Советского Союза.
- 22 января — Иван Дорофеев (36) — деятель ВЧК — ОГПУ — НКВД, председатель ГПУ при СНК Таджикской ССР (1931—1932), расстрелян.
- 22 января — Лев Залин (43) — сотрудник советских спецслужб.
- 22 января — Константин Каськов — Герой Советского Союза.
- 24 января — Иван Родионов (73) — русский писатель, общественный и политический деятель России и русской эмиграции.
- 25 января — Александр Спеков (23) — Герой Советского Союза.
- 26 января — Степан Елейников — лейтенант Рабоче-крестьянской Красной Армии, Герой Советского Союза.
- 26 января — Цуг Теучеж (84) — адыгский (черкесский) советский поэт, ашуг, народный поэт Адыгеи.
- 27 января — Исаак Бабель (45) — русский советский писатель, журналист и драматург, известный своими «Одесскими рассказами» и сборником «Конармия» о Первой Конной Армии Будённого; расстрелян.
- 27 января — Александр Никаноров — советский государственный и партийный деятель.
- 27 января — Дмитрий Ракус — советский военный. Участник Советско-финской войны. Герой Советского Союза.
- 29 января — Сергей Шпигельглас (42) — деятель ВЧК-ОГПУ-НКВД.

## Февраль
- 1 февраля — Константин Егоров (27) — Герой Советского Союза.
- 2 февраля — Захар Беленький (51) — советский государственный и партийный деятель, председатель Комиссии советского контроля при СНК СССР (1938—1939), расстрелян.
- 2 февраля — Ефим Евдокимов (49) — советский государственный и партийный деятель, 1-й секретарь Ростовского областного комитета ВКП(б) (1937—1938), расстрелян.
- 2 февраля — Всеволод Мейерхольд (65) — русский советский режиссёр и актёр театра; расстрелян.
- 2 февраля — Николай Кедров (68) — русский оперный и камерный певец (баритон), православный композитор и музыкальный педагог, создатель мужского квартета Кедрова.
- 2 февраля (по другим данным, 4 апреля 1942) — Михаил Кольцов (41) — русский советский публицист, журналист, писатель.
- 2 февраля — Роберт Эйхе (49) — советский государственный и партийный деятель, революционер.
- 4 февраля — Николай Ежов (44) — советский государственный и политический деятель, народный комиссар внутренних дел СССР (1936—1938), генеральный комиссар госбезопасности (с 1937, 24 января 1941 лишён звания); расстрелян.
- 4 февраля — Михаил Фриновский (41) — деятель советских органов госбезопасности, командарм 1-го ранга.
- 5 февраля — Пётр Борисов (38) — Герой Советского Союза.
- 5 февраля — Исаак Шапиро — советский партийный и хозяйственный деятель, сотрудник органов государственной безопасности.
- 6 февраля — Никита Румянцев — Герой Советского Союза.
- 7 февраля — Григорий Скворцов (39) — Герой Советского Союза.
- 8 февраля — Спиридон Черкасенко (63) — украинский писатель, драматург и педагог.
- 9 февраля — Михаил Зубарев (19) — Герой Советского Союза.
- 10 февраля — Борис Долгий — Герой Советского Союза.
- 11 февраля — Джон Бакен — британский государственный деятель, издатель и писатель.
- 11 февраля — Сергей Бутяков (23) — Герой Советского Союза.
- 11 февраля — Борис Винокуров — Герой Советского Союза.
- 11 февраля — Фёдор Дудко (29) — танкист, Герой Советского Союза.
- 11 февраля — Фёдор Жуков — Герой Советского Союза.
- 11 февраля — Фёдор Ламзин — Герой Советского Союза.
- 11 февраля — Василий Лихачёв — Герой Советского Союза.
- 11 февраля — Николай Машков — Герой Советского Союза.
- 11 февраля — Василий Розанов — Герой Советского Союза.
- 11 февраля — Иван Самойлов — Герой Советского Союза.
- 11 февраля — Василий Стручков (24) — Герой Советского Союза.
- 11 февраля — Александр Шилов — Герой Советского Союза.
- 12 февраля — Михаил Брайкевич — русский инженер, экономист, коллекционер, меценат.
- 12 февраля — Виктор Кучерявый (41) — Герой Советского Союза.
- 12 февраля — Станислав Реденс (47) — деятель ВЧК-ОГПУ-НКВД, комиссар государственной безопасности 1-го ранга.
- 12 февраля — Артём Сорока (37) — Герой Советского Союза.
- 13 февраля — Владимир Письменный (35) — Герой Советского Союза.
- 13 февраля — Василий Снагощенко — Герой Советского Союза.
- 13 февраля — Василий Фролов (29) — Герой Советского Союза.
- 14 февраля — Владимир Демура (21) — младший комвзвод Рабоче-крестьянской Красной Армии, участник советско-финской войны, Герой Советского Союза.
- 14 февраля — Зельман Пассов — деятель советских спецслужб.
- 14 февраля — Андрей Телешев — Герой Советского Союза.
- 14 февраля — Николай Турцевич — лейтенант, командир взвода, Герой Советского Союза.
- 18 февраля — Михаил Гуденко (25) — лейтенант Рабоче-крестьянской Красной Армии, участник польского похода РККА и советско-финской войны, Герой Советского Союза.
- 18 февраля — Александр Салов (22) — Герой Советского Союза.
- 19 февраля — Феофан (Быстров) (67) — епископ Русской Православной Церкви заграницей
- 20 февраля — Иван Квашнин (34) — Герой Советского Союза.
- 20 февраля — Леон Стернбах (75) — польский учёный, классический филолог, первый в Польше византинист, педагог, профессор Ягеллонского университета, член Польской академии знаний.
- 21 февраля — Георгий Пиняев — Герой Советского Союза.
- 22 февраля — Иван Бирцев (26) — Герой Советского Союза.
- 22 февраля — Николай Ежов (27) — Герой Советского Союза.
- 22 февраля — Сергей Миронов — советский деятель госбезопасности и дипломат.
- 22 февраля — Иван Петрушин — Герой Советского Союза.
- 22 февраля — Александр Прохоров (32) — Герой Советского Союза.
- 22 февраля — Пинхус Симановский — Депутат Верховного Совета СССР 1 созыва.
- 22 февраля — Алексей Щепкин (20) — Герой Советского Союза.
- 25 февраля — Иван Пушанин (26) — Герой Советского Союза.
- 25 февраля — Максим Рапейко (33) — участник Советско-финской войны, командир 149-го отдельного разведывательного батальона 113-й стрелковой дивизии 7-й армии Северо-Западного фронта, Герой Советского Союза, капитан.
- 25 февраля — Евгений Рудаков — Герой Советского Союза.
- 26 февраля — Михаил Быков — участник Советско-финской войны, командир 149-го отдельного разведывательного батальона 113-й стрелковой дивизии 7-й армии Северо-Западного фронта, Герой Советского Союза, капитан.
- 26 февраля — Михаэль Хайниш (81) — федеральный президент Австрии (1920—1928)
- 27 февраля — Ваган Бальян (42) — советский государственный и партийный деятель, ответственный секретарь Донского окружного комитета ВКП(б) (1929), расстрелян.
- 27 февраля — Петер Беренс (71) — один из основоположников современной промышленной архитектуры и дизайна.
- 27 февраля — Иван Бойцов — Герой Советского Союза.
- 27 февраля — Уильям Грейвс (74) — американский генерал, командовавший американскими экспедиционными силами на дальнем востоке и в Сибири во время гражданской войны.
- 27 февраля — Бетал Калмыков (46) — советский политический деятель, 1-й секретарь Кабардино-Балкарского областного комитета ВКП(б) (1936—1938), расстрелян.
- 27 февраля — Ефим Козлов (25) — Герой Советского Союза.
- 27 февраля — Пётр Костров (25) — Герой Советского Союза.
- 27 февраля — Сергей Яковлев (27) — Герой Советского Союза.
- 28 февраля — Александр Безредка (69) — французский микробиолог и иммунолог.
- 28 февраля — Александр Романенков (34) — Герой Советского Союза.

## Март
- 1 марта — Фёдор Аккуратов (24) — Герой Советского Союза.
- 1 марта — Василий Койнаш (29) — военный лётчик, политрук, Герой Советского Союза.
- 1 марта — Борис Корнилов (25) — Герой Советского Союза.
- 1 марта — Иван Петраков — Герой Советского Союза.
- 1 марта — Антон Таммсааре (62) — эстонский писатель, представитель критического реализма.
- 2 марта — Пётр Вовна (33) — Герой Советского Союза.
- 2 марта — Шнеер Коган (64) — бессарабский румынский художник и педагог.
- 3 марта — Бакий Рахимов — Герой Советского Союза.
- 4 марта — Кузьма Высоцкий (28) — Герой Советского Союза.
- 4 марта — Хэмлин Гарленд (79) — американский писатель, эссеист, поэт.
- 4 марта — Арон Копштейн (24) — украинский, советский поэт. Писал также на русском языке.
- 5 марта — Хафиз Сабиров — Герой Советского Союза.
- 5 марта — Александр Сержпутовский (75) — белорусский этнограф и фольклорист.
- 6 марта — Андрей Лёвочкин (29) — Герой Советского Союза.
- 6 марта — Владимир Мягков — Герой Советского Союза.
- 6 марта — Александр Чернышёв (27) — Герой Советского Союза.
- 7 марта — Михаил Бонч-Бруевич (52) — советский радиотехник, основатель российского (советского) радиовещания и радиоламповой промышленности СССР.
- 7 марта — Николай Брагин — Герой Советского Союза.
- 7 марта — Пётр Волосевич — Герой Советского Союза.
- 8 марта — Гимазетдин Вазетдинов — Герой Советского Союза.
- 8 марта — Майкл Келли (90) — католический прелат, архиепископ Сиднея.
- 10 марта — Михаил Булгаков (48) — выдающийся русский писатель и драматург.
- 10 марта — Василий Иванов — Герой Советского Союза.
- 10 марта — Виктор Парфёнов — Герой Советского Союза.
- 11 марта — Николай Видяшев (36) — Герой Советского Союза.
- 11 марта — Владимир Громан — статистик, член коллегии ЦСУ РСФСР,ЦСУ СССР, член президиума Госплана СССР.
- 11 марта — Константин Орлов — Герой Советского Союза.
- 11 марта — Артём Пасечник (26) — Герой Советского Союза.
- 11 марта — Михаил Тюрин (22) — Герой Советского Союза.
- 12 марта — Иван Болесов — Герой Советского Союза.
- 12 марта — Михаил Егоров — Герой Советского Союза.
- 12 марта — Игнат Емельянов (24) — Герой Советского Союза.
- 12 марта — Илья Климов — Герой Советского Союза.
- 12 марта — Борис Колесса — старший лейтенант Рабоче-крестьянской Красной Армии, участник советско-финской войны, Герой Советского Союза.
- 12 марта — Иван Спиряков (24) — Герой Советского Союза.
- 13 марта — Александр Ксенофонтов — Герой Советского Союза.
- 13 марта — Александр Словнов — Герой Советского Союза.
- 16 марта — Сельма Лагерлёф (81) — шведская писательница, первая женщина, получившая Нобелевскую премию по литературе (1909).
- 17 марта — Али-бек Гусейнзаде — азербайджанский учёный, философ, художник и врач.
- 22 марта — Виктор Нанейшвили — советский политический деятель.
- 27 марта — Александр Осипенко (25) — лейтенант Рабоче-крестьянской Красной Армии, участник советско-финской войны, Герой Советского Союза.
- 27 марта — Майкл Джозеф Сэвидж (68) — первый премьер-министр Новой Зеландии от Лейбористской партии в 1935—1940 годах.
- 29 марта — Фаддей Бровкович (46) — советский государственный и партийный деятель, народный комиссар финансов Белорусской ССР (1925), умер в ИТЛ.

## Апрель
- 1 апреля — Язеп Лёсик (56) — белорусский общественный и политический деятель, писатель, публицист, языковед, педагог.
- 1 апреля — Николай Щекотихин — белорусский искусствовед, теоретик искусства.
- 2 апреля — Сергей Пастухов — советский иранист, историк и дипломат.
- 6 апреля — Бронислав Богатыревич (69 или 70) — польский военачальник, бригадный генерал Войска Польского; расстрелян в Катыни.
- 6 апреля — Георгий Высоцкий (75) — русский почвовед, лесовод, геоботаник и географ.
- 6 апреля — Александра Гаврилова (44) — артистка балета, педагог.
- 9 апреля — Хенрик Минкевич (60) — польский военачальник, дивизионный генерал Войска Польского; расстрелян в Катыни.
- 12 апреля — Барух Штейнберг (42) — польский военный раввин.
- 15 апреля — Александр Плэмэдялэ (51) — знаменитый бессарабский скульптор и педагог.
- 16 апреля — Адам Богданович (78) — белорусский этнограф, фольклорист, мемуарист, историк культуры.
- 18 апреля — Александр Чернышёв (57) — советский учёный.
- 26 апреля — Григорий Петров (32) — Герой Советского Союза.
- 27 апреля — Павел Головин (31) — Герой Советского Союза.
- 27 апреля — Юлиан Пионтковский (44) — советский летчик-испытатель.
- 28 апреля — Дезидерий Смочкевич (40) — польский крестьянин, военный осадник, общественный деятель, депутат польского сейма IV созыва.

## Май
- 6 мая — Александр Абелян — армянский драматург и театральный деятель.
- 7 мая — Николай Некрасов (60) — российский политический деятель, инженер.
- 10 мая — Станислав Булак-Балахович (57) — военный и политический деятель эпохи Гражданской войны в России, генерал российской Белой армии и Войска Польского; убит.
- 12 мая — Александр (Петровский) — епископ Русской Православной Церкви, архиепископ Харьковский.
- 14 мая — Эмма Гольдман (70) — знаменитая североамериканская анархистка первой половины XX века.
- 15 мая — Фредерик Кембридж (32) — британский аристократ. Младший ребёнок Адольфа Кембриджа, 1-го маркиза Кембридж.
- 15 мая — Иван Лукаш (48) — исторический романист русской эмиграции.
- 17 мая — Иван Ювачёв (80) — революционер-народоволец, в корне пересмотревший свои взгляды и ставший духовным писателем.
- 21 мая — Владимир Розов (63) — украинский лингвист.
- 22 мая — Зигмас Алекса (57) — советский политический деятель, народный комиссар внутренних дел ССР Литвы и Белоруссии, член Политического бюро ЦК КП Литвы и Белоруссии (1919), умер в тюрьме.
- 25 мая — Мария Кройер (72) — датская художница и архитектор, жена художника Педера Северина Кройера.

### Без точных дат
- Винничевский, Владимир Георгиевич (16 или 17) — советский серийный убийца; расстрелян.

## Июнь
- 10 июня — Мейер-Мирон Кодкин — французский художник.
- 17 июня — Артур Гарден (74) — английский биохимик, лауреат Нобелевской премии по химии (1929, совместно с Хансом фон Эйлер—Хельпином).
- 19 июня — Владимир Пяст (53) — русский поэт-символист, прозаик, переводчик, теоретик литературы.
- 21 июня — Людвиг Болштейн (52) — военный деятель Латвии.
- 21 июня — Януш Кусоциньский (33) — польский легкоатлет, олимпийский чемпион 1932 года, член движения Сопротивления.
- 21 июня — Мацей Ратай — польский политик, член Крестьянской партии.
- 21 июня — Михаил Фроман (49) — русский писатель, поэт, переводчик.
- 25 июня — Марта Амин (69) — шведская художница и скульптор.
- 25 июня — Вильгельм Штекель (72) — австрийский психиатр и композитор-любитель, один из пионеров психоанализа, изобретатель термина «парафилия».
- 26 июня — Константин Валухин (39) — советский государственный и партийный деятель, 1-й секретарь Свердловского областного комитета ВКП(б) (1938—1939), расстрелян.
- 26 июня — Димитрий Смирнов (69) — священник Русской церкви.
- 29 июня — Николай Суханов (57) — участник российского революционного движения, экономист и публицист.

## Июль
- 4 июля — Лев Кафенгауз (54), российский и советский ученый-экономист и политический деятель.
- 6 июля — Александр Гольденвейзер (60), американский учёный-этнограф.
- 8 июля — Август Мисиньш (74), российский и латвийский военачальник, генерал-майор Российской армии, командир Латышской стрелковой дивизии.
- 16 июля — Роман Турянский (46), украинский коммунистический общественно-политический деятель, автор ряда публицистических сочинений.
- 19 июля — Макс Боденхеймер (75), идеолог и практик сионизма, один из основателей Всемирной сионистской организации, второй директор Еврейского национального фонда.
- 28 июля — Пётр Булах (42) — деятель ВЧК — ОГПУ — НКВД, начальник Управления НКВД по Орджоникидзевскому краю (1937—1938), майор государственной безопасности, расстрелян.
- 29 июля — Фёдор Колесов (49), советский государственный и партийный деятель, один из организаторов борьбы за Советскую власть в Туркестане.
- 30 июля — Фриц Шифф (51), немецкий медик.

## Август
- 4 августа — Владимир Жаботинский (59) — лидер правого сионизма, основатель и идеолог движения сионистов-ревизионистов.
- 5 августа — Дмитрий Яворницкий (84) — российский и украинский историк, археолог, этнограф, фольклорист, лексикограф, писатель.
- 7 августа — Александр Сергеевич Глинка (род. 1878), русский журналист, публицист, критик и историк литературы.
- 9 августа — Александр Живаго (79) — русский врач, также известный, как коллекционер древнеегипетского искусства и фотограф.
- 11 августа — Альфред Замара (77) — австрийский композитор и арфист.
- 12 августа — Николай Трийк (56) — эстонский художник, график, педагог.
- 18 августа — Уолтер Крайслер (65) — американский автомобилестроитель, промышленник, основатель корпорации Крайслер.
- 21 августа — Лев Троцкий (60) — деятель международного коммунистического революционного движения, практик и теоретик марксизма, идеолог одного из его течений — троцкизма; убит.
- 24 августа — Пауль Нипков (80) — немецкий техник и изобретатель; изобретённый им диск, получивший название диск Нипкова, послужил основой для появления механического телевидения в 1920-x годах.
- 25 августа — Эдуард Мишлен (81) — французский автопромышленник, один из братьев-сооснователей компании «Michelin».
- 29 августа — Евгений Петрушевич — адвокат, депутат австрийского парламента.

## Сентябрь
- 6 сентября — Алексей Анисимов (37) — советский государственный и партийный деятель, и. о. 2-го секретаря Дальне-Восточного краевого комитета ВКП(б), расстрелян.
- 17 сентября — Панас Саксаганский (81) — украинский и советский актёр.
- 21 сентября — Сергей Шувалов (24) — Герой Советского Союза.
- 21 сентября — Абдулла Ярмухамедов (43) — кавалер трёх орденов Красного Знамени до учреждения ордена Ленина.
- 25 сентября — Михаил Кошкин (41) — советский конструктор, начальник КБ танкостроения Харьковского завода, создавшего знаменитый танк Т-34.
- Ночь на 28 сентября — Вальтер Беньямин (48) — немецкий философ еврейского происхождения, теоретик истории, эстетик, историк фотографии, литературный критик, писатель и переводчик; вероятно, самоубийство.

## Октябрь
- 1 октября — Надежда Плевицкая (56) — русская певица (меццо-сопрано), исполнительница русских народных песен и романсов.
- 5 октября — Владимир Сальский (55) — украинский военный деятель, генерал-хорунжий армии Украинской народной республики (УНР).
- 16 октября — Борис Стомоняков (58) — российский революционер болгарского происхождения, советский дипломат.
- 21 октября — Владимир Поссе (76) — журналист, деятель революционного движения.
- 28 октября — Николай Кун (63) — русский историк, писатель, педагог.
- 28 октября — Михаил Логинов (36) — советский конструктор артиллерийского вооружения Великой Отечественной войны, лауреат Сталинской премии.

## Ноябрь
- 3 ноября — Льюис Хайн (66) — американский фотограф и социолог.
- 12 ноября — Минни Агнес Коэн — британская художница-портретистка.
- 15 ноября — Кларк, Павел Иванович (77) — участник российского и австралийского революционных движений, государственный деятель.
- 17 ноября — Лейк, Перси Генри Ноэль (85) — британский генерал-лейтенант.
- 18 ноября — Иван Джавахишвили (64) — грузинский историк, академик АН СССР (1939), основатель Тбилисского университета, который носит его имя.
- 18 ноября — Ион Инкулец (56) — бессарабский и румынский политик.
- 27 ноября — Михаил Морузов (53) — основатель и первый руководитель Секретной информационной службы румынской армии, более известной как «Сигуранца».

## Декабрь
- 2 декабря — Александр Шлихтер (72) — советский государственный и партийный деятель, политолог, учёный-экономист.
- 5 декабря — Ян Кубелик (60) — чешский скрипач и композитор, один из лучших скрипачей-виртуозов своего времени.
- 12 декабря — Георгий Гончаренко (63) — русский военачальник, генерал-майор Генштаба, публицист, поэт и прозаик.
- 13 декабря — Степан Агаджанян (76) — армянский живописец-портретист, преподаватель, народный художник Армянской ССР.
- 15 декабря — Клара Саутерн (80) — австралийская художница, представитель Гейдельбергской школы.
- 19 декабря — Кюёсти Каллио (67) — финский политический деятель, премьер-министр Финляндии.
- 27 декабря — Оскар Грузенберг (74) — российский юрист и общественный деятель.
- 31 декабря — Елевферий (Богоявленский) (72) — епископ Русской Церкви; митрополит Ковенский и Литовский, затем Виленский и Литовский.